# Timelash
A Timelash a Doctor Who sorozat 141. része, amit 1985. március 9. és március 16. között mutatott be a BBC1.

## Történet
A Karfel bolygó lakóit egy Borad nevű kegyetlen zsarnok nyomja el. Bárki, aki szembeszegül az akaratával, az időkorbács névre hallgató időalagútba dobják. Mikor a Doktor a bolygóra érkezik, egy Vena nevű asszony megmentését kérik tőle. Az asszonyt az időkorbáccsal a Földre dobták, azonban nála volt egy értékes amulett, amit a Borad vissza akarna kapni. Ha a Doktor a kérést visszautasítja, Peri élete kerül veszélybe...

## Epizódlista
| #  | Bemutató napja    | Hossza | Nézők száma (millió) |
| -- | ----------------- | ------ | -------------------- |
| 1. | 1985. március 9.  | 45:00  | 6,7                  |
| 2. | 1985. március 16. | 44:36  | 7,4                  |

## Könyvkiadás
A könyvváltozatát 1986. május 15-én adta ki a Target könyvkiadó. Írta Glen McCoy.

## Otthoni kiadás
- VHS-en 1998. január 5-én adták ki.
- DVD-n 2007. július 9-én adták ki.

## Egyebek
- A zenét Elizabeth Parker szerezte, aki korábban a speciális hangokat készítette a Blake’s 7 sorozat számára.
- A történetben többször utalnak H. G. Wells híres regényeire, mint Az időgép, Dr. Moreau szigete, A láthatatlan ember, Világok harca.

### Fordítás
- Ez a szócikk részben vagy egészben  a   Timelash című angol Wikipédia-szócikk fordításán alapul.  Az eredeti cikk szerkesztőit annak laptörténete sorolja fel. Ez a jelzés csupán a megfogalmazás eredetét és a szerzői jogokat jelzi, nem szolgál a cikkben szereplő információk forrásmegjelöléseként.